# Doroteo (jurisconsulto)
Doroteo fue un jurista bizantino que vivió en el siglo VI, en época del emperador Justiniano I. Era profesor de derecho de Berito (actual Beirut).
Junto a Teófilo y bajo la dirección de Triboniano, participó en la elaboración de las Instituciones (también conocido como Instituta), que era un tratado que contenía unos principios de derecho al que se le dio carácter legal y que fue publicado el año 533. Además, fue uno de los 16 miembros de la comisión formada para la elaboración del Digesto y realizó también un índice del mismo.
Además, fue uno de los designados, junto con Triboniano y otros abogados, para la elaboración del segundo código de Justiniano, también conocido como Codex repetitae praelectionis, que pretendía armonizar el primer código con el Digesto y con las Quinquaginta decisiones, que fue elaborado rápidamente y publicado en el año 534, solo un año después del primero.